# Nåttarö naturreservat
Nåttarö naturreservat är ett naturreservat i Haninge kommun i Stockholms län.

## Läge och syfte
Området är naturskyddat sedan 2021-05-12. Reservatet omfattar ön Nåttarö.

## Naturen
Nästan hela ön är täckt av skog där tall är det vanligaste trädet. På många håll förekommer också gamla tall- och blandskogar med små mossar och kärr. I våtmarkerna växer typiska arter som skvattram, hjortron och tuvull, men också mer ovanliga växter som spindelblomster, ögonpyrola och repestarr.. I våtmarkerna växer också mer ovanliga växter som spindelblomster, ögonpyrola och repestarr.

## Friluftsliv
Naturreservatets skogar genomkorsas av promenadvänliga stigar bl.a. en del av Stockholm Archipelago Trail. Ön har även en snorkelled. Nåttarö har fina naturhamnar om du kommer med egen båt

## Bilder

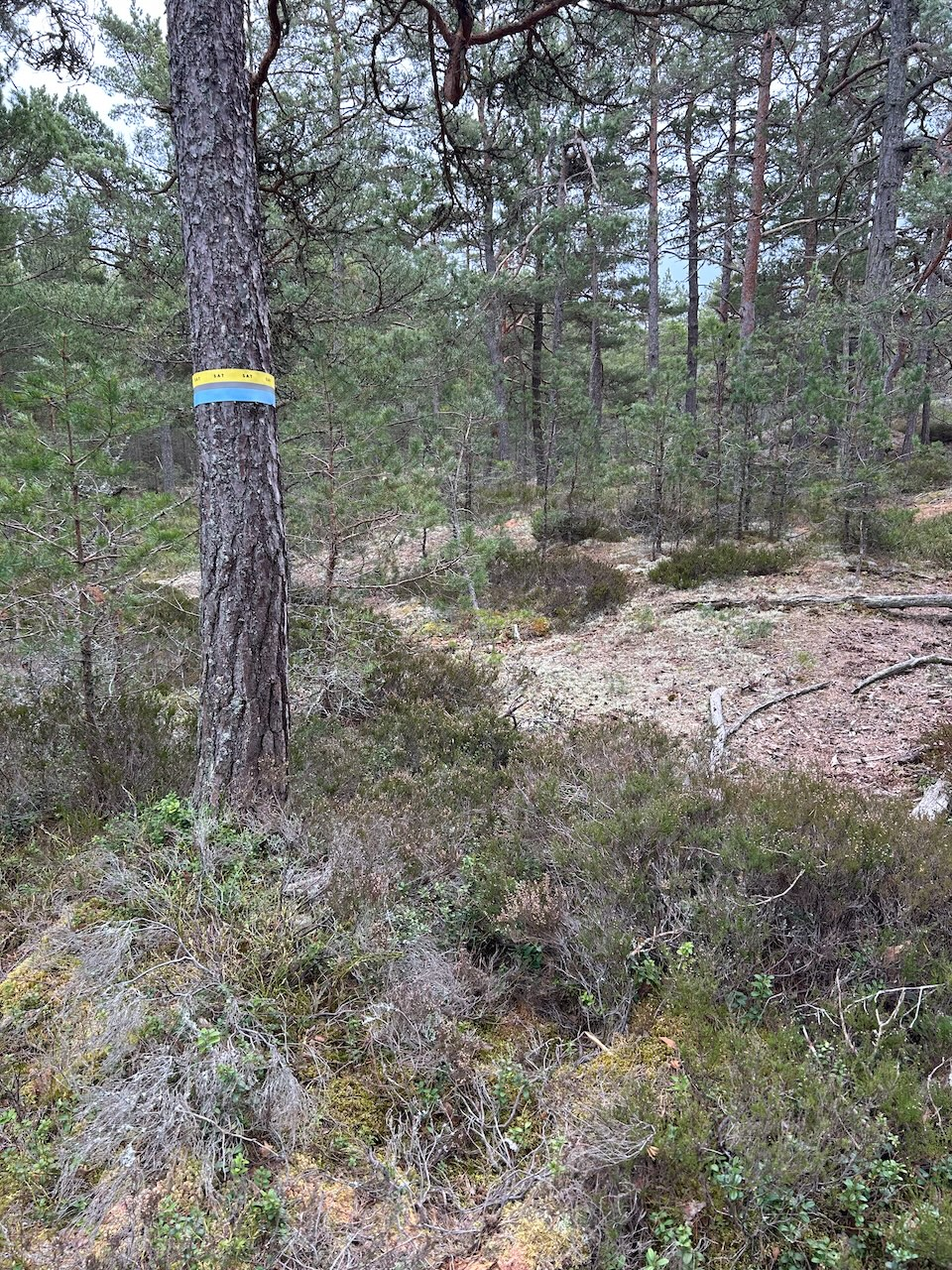
Stockholm Archipelago Trail
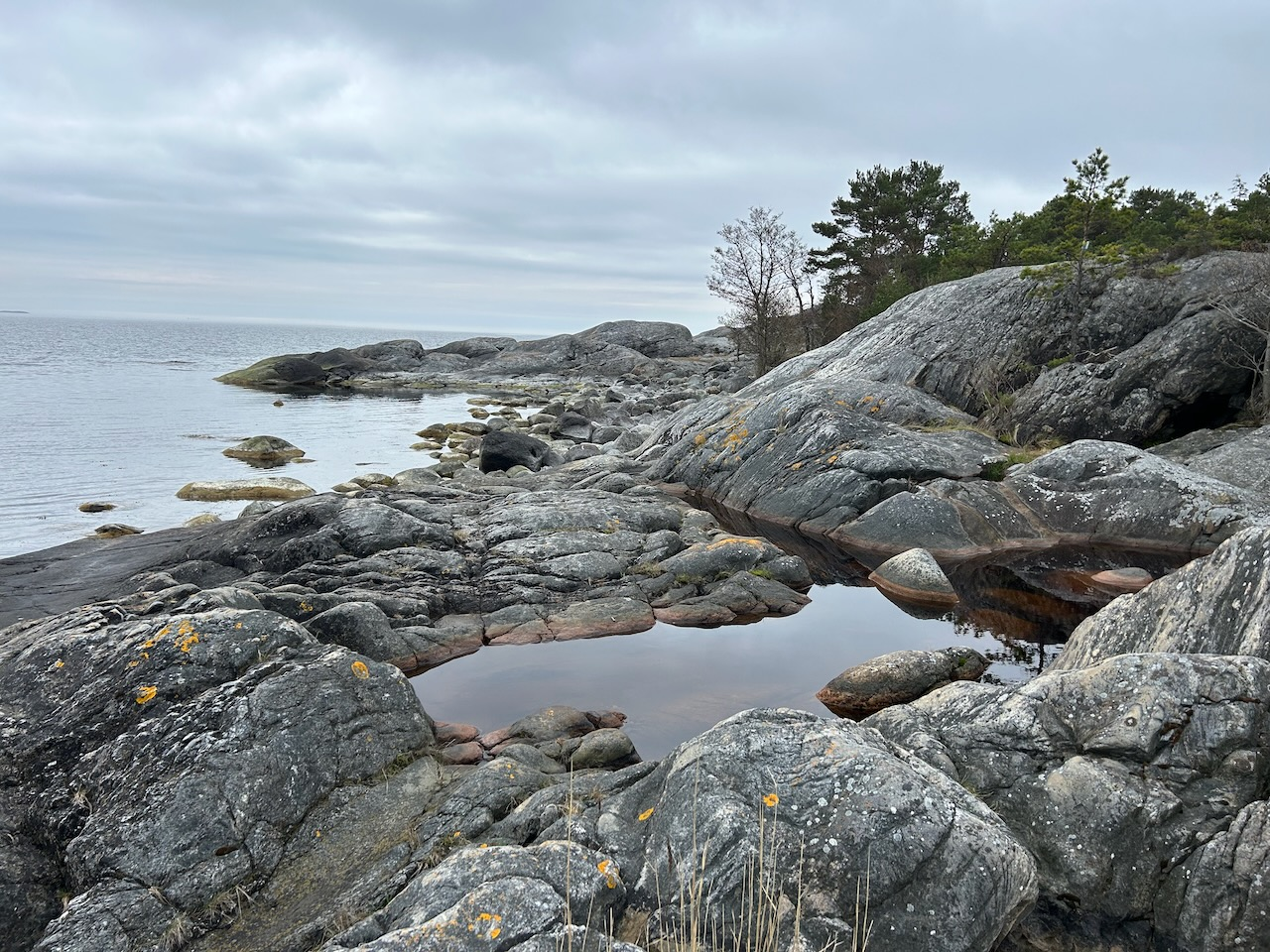
Söder om Skarsand
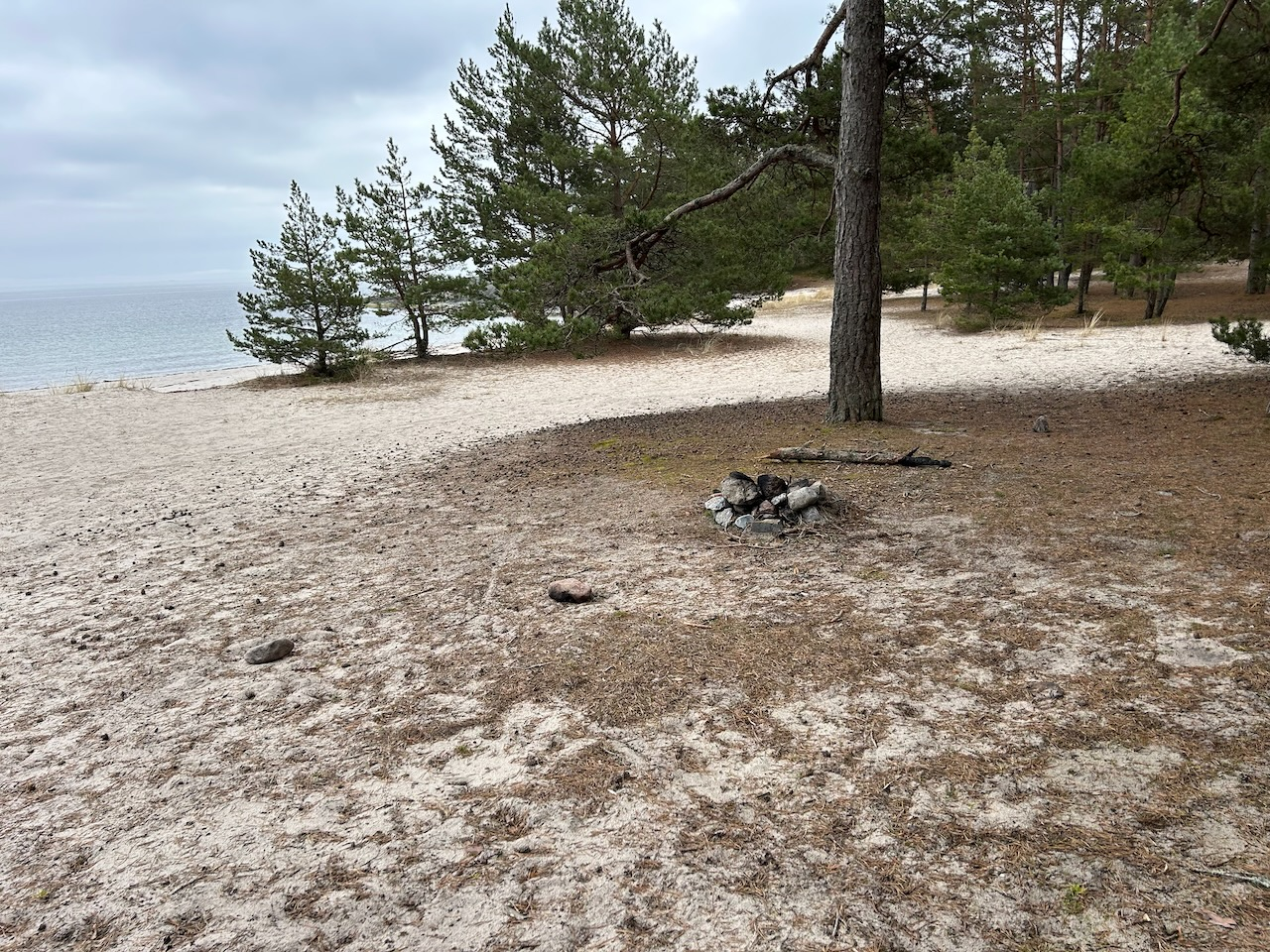
Storsand, Nåttarö
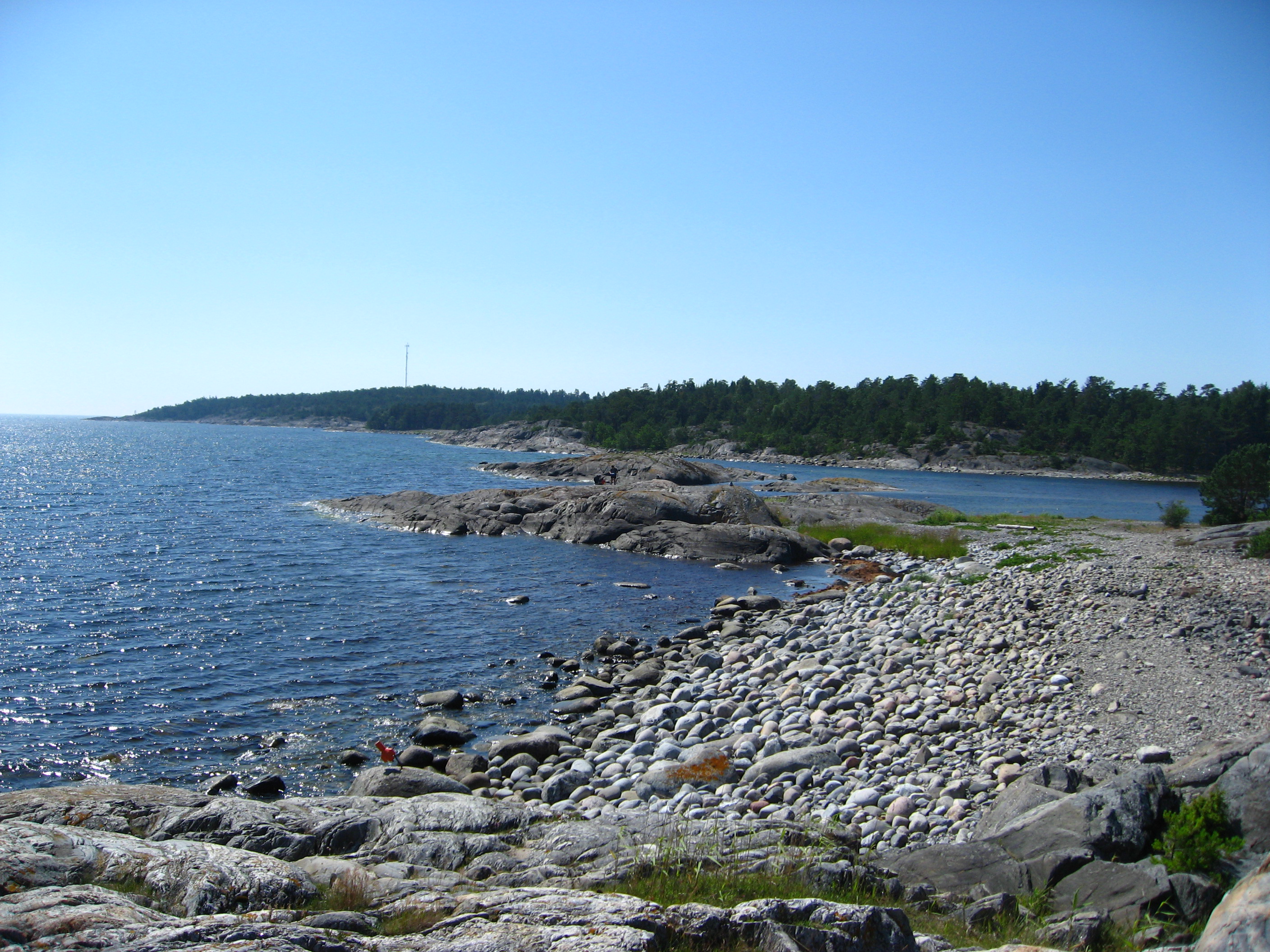
Östra Nåttarö
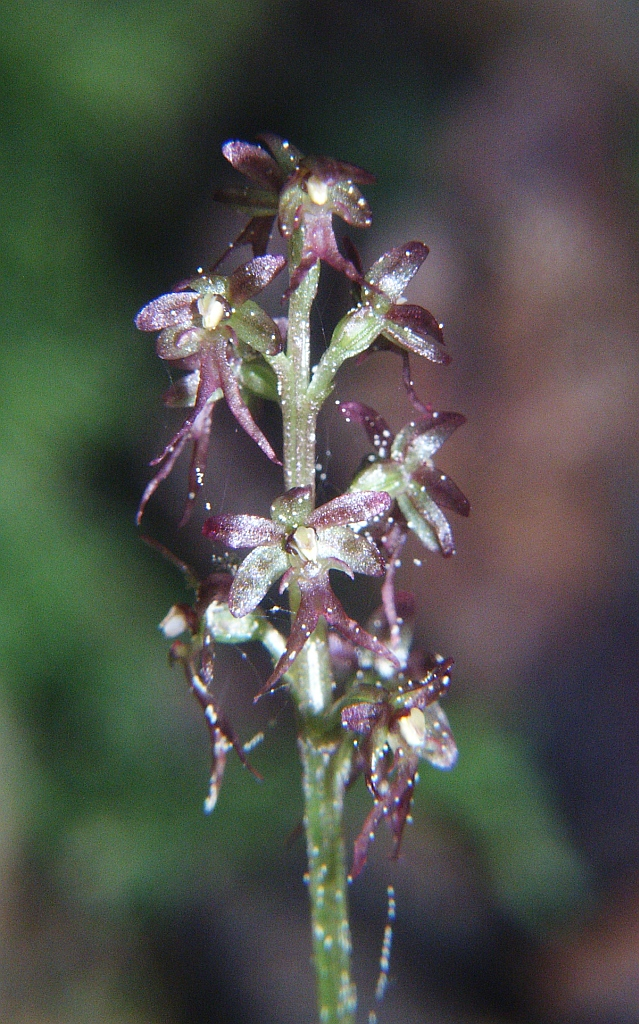
Spindelblomster